# Buszkowiczki
Buszkowiczki – wieś w Polsce położona w województwie podkarpackim, w powiecie przemyskim, w gminie Żurawica.
| SIMC    | Nazwa   | Rodzaj    |
| ------- | ------- | --------- |
| 0613665 | Zakącie | część wsi |

Wieś kapituły przemyskiej położona była na przełomie XVI i XVII wieku w powiecie przemyskim  ziemi przemyskiej województwa ruskiego. W latach 1975–1998 miejscowość administracyjnie należała do województwa przemyskiego.
Integralna część Buszkowiczek nosi nazwę Zakącie.